# Dyacopterus spadiceus
Cynoptére dayak
Espèce
Dyacopterus spadiceus, le Cynoptère dayak, est une espèce de chauves-souris frugivores du Sud-Est asiatique de la famille des Pteropodidae.
Cette espèce est l'un des rares exemples connus de lactation paternelle (en) régulière.

## Répartition

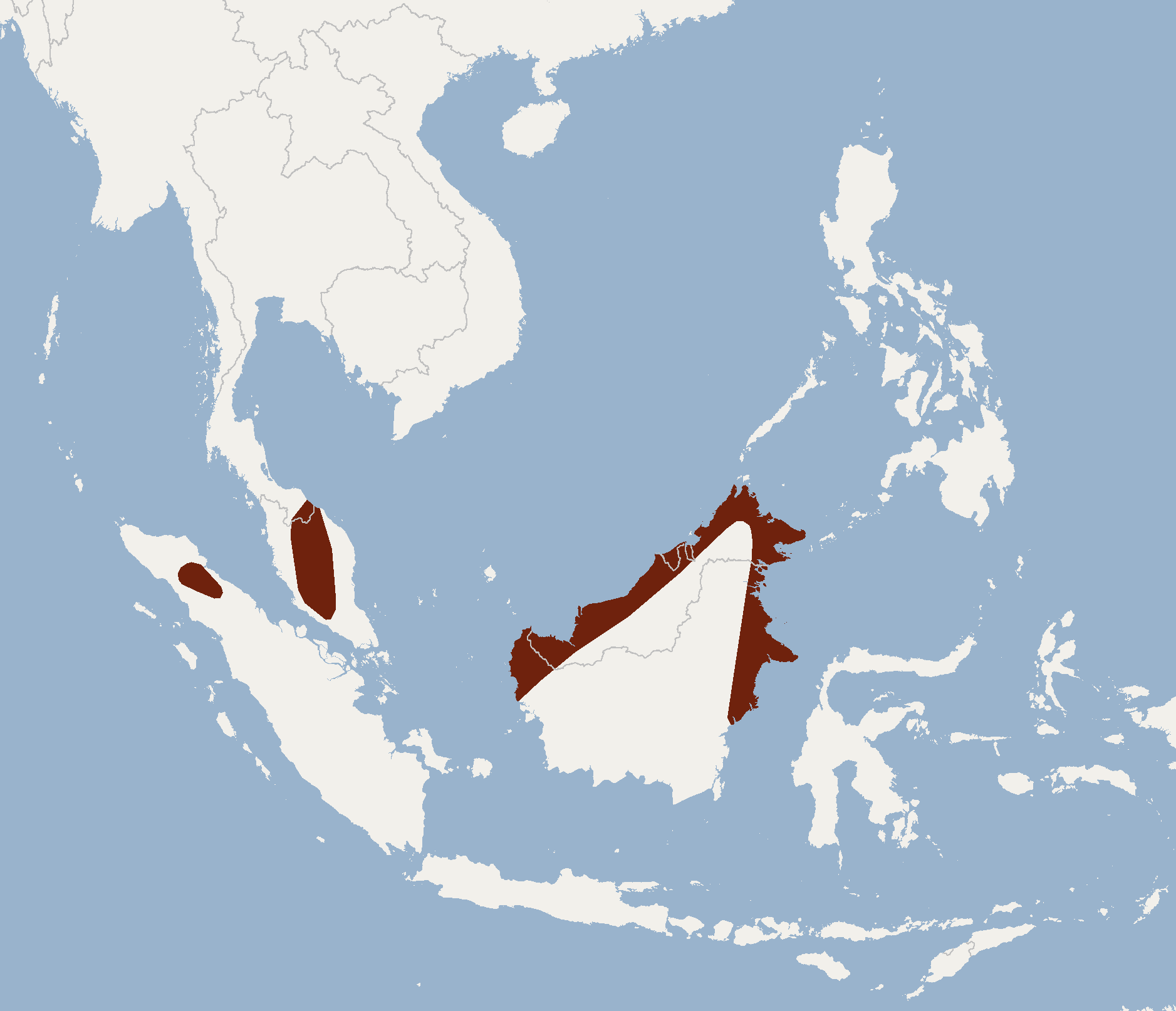
Aire de répartition de Dyacopterus spadiceus.

Dyacopterus spadiceus n'est connu que du plateau de la Sonde, plus particulièrement sur la péninsule Malaise au sud de l'isthme de Kra, et les îles de Bornéo et de Sumatra.

## Description
Dyacopterus spadiceus pèse en moyenne moins de 150 grammes. Elle est gris-brun sur le dos et gris argenté sur la face ventrale. Sa fourrure est courte. Sa queue est courte et représente entre 10 et 20 % de la longueur du corps. Ses membranes alaires s'attachent au deuxième orteil de chaque pied. D. spadiceus est la plus petite des chauves-souris du genre Dyacopterus. Elle a la plus petite taille de crâne, avec une moyenne de moins de 36,1 mm du prémaxillaire à la base du crâne. Son crâne est cependant proportionnellement plus large que celui des autres espèces du genre.

## Lactation paternelle
Dyacopterus spadiceus est l'une des rares espèces connues de mammifères chez qui la lactation et l'allaitement paternels se produisent communément. Le volume de lait produit par les mâles reste cependant réduit en comparaison de celui des femelles (4 à 6 µl contre 350).
Cette exception chez les mammifères a été découverte en 1992 par le zoologiste canadien Charles Francis et ses collègues,. La lactation paternelle (en) pourrait présenter un avantage sélectif, en soulageant les femelles chez des chauves-souris dont la période d'allaitement est particulièrement longue.

## Classification
Le nom valide complet (avec auteur) de ce taxon est Dyacopterus spadiceus (Thomas, 1890).
L'espèce a été initialement classée dans le genre Cynopterus sous le protonyme Cynopterus spadiceus Thomas, 1890.
Ce taxon porte en français le nom vernaculaire ou normalisé suivant : Cynoptère dayak.
Dyacopterus spadiceus a pour synonyme :
- Cynopterus spadiceus Thomas, 1890